# Флаг Новочебоксарска
Флаг Новочебокса́рска — официальный символ муниципального образования город Новочебоксарск Чувашской Республики Российской Федерации.

## История
Флаг города Новочебоксарска прошёл государственную экспертизу в Геральдическом совете при Президенте Российской Федерации. Флаг города Новочебоксарска утверждён 9 февраля 2005 года и внесён в Государственный геральдический регистр Российской Федерации с присвоением регистрационного номера 1800. Автором флага является геральдист В. А. Шипунов.

## Описание флага
«Прямоугольное полотнище жёлтого цвета с отношением высоты к длине 2:3. К верхним углам прилегают два поля синего цвета в форме прямоугольных треугольников, катетами которых являются стороны полотнища (длина катетов: по верхней грани полотнища — 1/2 длины полотнища, по боковым граням полотнища — 2/3 высоты полотнища). К нижней грани полотнища прилегает поле зелёного цвета в форме равнобедренного треугольника, основанием которого является нижняя грань полотнища, стороны параллельны гипотенузам полей синего цвета, вершина располагается на вертикальной оси полотнища, а высота составляет 1/3 высоты полотнища. На жёлтой части полотнища — три лазоревых летящих к древку утки, держащих в клювах зелёные дубовые ветви: одна в центре и две ниже неё, приближенные к нижним углам полотнища».

## Обоснование символики
Флаг разработан на основе герба города Новочебоксарска, по правилам и соответствующим традициям геральдики, и отражает исторические, культурные, социально-экономические, национальные и иные местные традиции.
Композиция флага символизирует город химиков, энергетиков, строителей.
Три утки на жёлтом стропиле демонстрируют его связь с городом Чебоксары, в соответствии с лучшими старинными традициями геральдики.
Голубой цвет (лазурь) созвучен реке Волге, символ красоты, чести, славы, преданности, истины.
Жёлтый цвет (золото) — символ высшей ценности, величия, прочности, силы, великодушия, рассвета.
Зелёный цвет символизирует надежду, радость, изобилие, одновременно указывает на химическую промышленность.